# Литературный герой
Литерату́рный геро́й — это образ человека или животного в художественной литературе. Также в этом смысле используют понятия «действующее лицо» и «персонаж». Зачастую литературными героями называют лишь более важных действующих лиц (персонажей).
Литературных героев обычно разделяют на положительных и отрицательных, однако такое деление весьма условно. Существуют, в частности, антигерои, сочетающие черты и положительных, и отрицательных персонажей.
Нередко в литературе происходил процесс формализации характера героев, когда они превращались в «тип» какого-либо порока, страсти и т.п. Создание подобных «типов» было особенно характерно для классицизма, при этом образ человека играл служебную роль по отношению к определенному достоинству, недостатку, наклонности.
Особое место в ряду литературных героев занимают подлинные лица, введенные в вымышленный контекст — например, исторические персонажи романов.